# Eragrostis infecunda
Eragrostis infecunda là một loài thực vật có hoa trong họ Hòa thảo. Loài này được J.M.Black mô tả khoa học đầu tiên năm 1931.